# Азиатская кинопремия (2010)
Четвёртая церемония награждения Азиатской кинопремии — вручена за лучшие азиатские картины международного проката 2009 года. Прошла в 22 марта 2010 года в рамках кинофестиваля в Гонконге.

## Список лауреатов и номинантов

### Лучший фильм
- Победитель: Мать / Madeo (Южная Корея)
  - Город жизни и смерти / Nanjing! Nanjing! (Китай)
  - Lola (Филиппины)
  - Parade (Япония)
  - No Puedo Vivir Sin Ti (Тайвань)
  - Телохранители и убийцы (Гонконг)

### Лучший режиссёр
- Лу Чуань, Город жизни и смерти

### Лучший актёр
- Ван Сюэци, Телохранители и убийцы

### Лучшая актриса
- Ким Хеджа, Мать

### Лучшая мужская роль второго плана
- Николас Се, Телохранители и убийцы

### Лучшая женская роль второго плана
- Кара Хуэй (Хуэй Инхун), На исходе рассвета (Sham moh)

### Лучший дебютант
- Нг Мэнгхуй, На исходе рассвета (Sham moh)

### Лучший сценарий
- Пон Джунхо, Пак Ынгё, Мать

### Лучшая операторская работа
- Юй Цао, Город жизни и смерти

### Лучший монтаж
- Ли Чатаметикул, Караоке (Karaoke)

### Лучшая работа художника
- Ален-Паскаль Усио, Патрик Дешесне, Ли Тяньцзюэ, Лицо (Visage)

### Лучший саундтрек
- Ло Даю, Месть (Vengeance)

### Лучшие спецэффекты
- И Чонхён, Жажда (Bakjwi)

### Лучшие костюмы
- Тина Каливас, Вон Александер, Гоемон (Goemon)

## Призы
- Приз за вклад в кинематограф: Амитабх Баччан
- Приз за выдающийся вклад в азиатское кино: Чжан Имоу
- Режиссёр самого кассового фильма 2009: Джон Ву, Битва у Красной скалы II (Red Cliff II).